# Chila, Veracruz
Chila är en ort i Mexiko.   Den ligger i kommunen Benito Juárez och delstaten Veracruz, i den sydöstra delen av landet, 180 km nordost om huvudstaden Mexico City. Chila ligger 355 meter över havet och antalet invånare är 310.
Terrängen runt Chila är kuperad. Runt Chila är det ganska glesbefolkat, med 45 invånare per kvadratkilometer. Närmaste större samhälle är Xochiatipan de Castillo, 12,1 km nordväst om Chila. I omgivningarna runt Chila växer huvudsakligen savannskog.